# Шателблан
Шателблан (фр. Châtelblanc) насеље је и општина у источној Француској у региону Франш-Конте, у департману Ду која припада префектури Понтарлије.
По подацима из 2011. године у општини је живело 112 становника, а густина насељености је износила 5,39 становника/km². Општина се простире на површини од 20,79 km². Налази се на средњој надморској висини од 1000 метара (максималној 1.271 m, а минималној 901 m).

## Демографија
| 1962. | 1968. | 1975. | 1982. | 1990. | 1999. | 2011. |
| ----- | ----- | ----- | ----- | ----- | ----- | ----- |
| 122   | 131   | 123   | 114   | 104   | 102   | 112   |

График промене броја становника у току последњих година